# Lupoglav
 Lupoglav  (olaszul: Lupogliano) falu és község Horvátországban, Isztria megyében. Közigazgatásilag települések Boljun, Boljunsko Polje, Brest pod Učkom, Dolenja Vas, Lesišćina, Ravno Brdo, Semić és Vranja települések tartoznak hozzá.

## Fekvése
Az Isztriai-félsziget északkeleti részén a Ćićarija-hegység délnyugati lejtői alatt, Buzettól 11 km-re keletre, az A8-as autópálya és a 44-es számú főút csomópontja közelében  fekszik. Itt halad át a Ljubljanából Pólába menő vasútvonal.

## Története
A régészeti leletek tanúsága szerint területe már a történelem előtti időkben is lakott volt. A középkorban a hozzá tartozó Gorenja Vas település feletti sziklacsúcson vár épült, melynek két szolgálófaluja Gorenja Vas és Dolenja Vas volt. A vár a 11. században a bajor herceg birtoka volt, aki 1111-ben az uradalommal együtt az aquileai pátriárkának ajándékozta. A birtokot több vazallus hűbérúri család igazgatta, végül a pazini grófság része lett. A 16. században a török elleni harcokban tett érdemeiért Ferdinánd királytól Kruzsics Péter kapta meg. 1634-ben a Brigido család szerezte meg, akik 1646-ban a régi vár alatt a Vranje és Roča közötti út mellett új erődített nyári kastélyt építettek. A falu a kastély körül fejlődött ki  a 19. és 20. században. Fejlődésének különösen a Laibach-Póla vasútvonal megépítése adott nagy lendületet. A falunak 1857-ben 218, 1910-ben 367 lakosa volt. Lakói hagyományosan mezőgazdasággal, állattartással és egyéb szolgáltatásokkal, főként üzleteléssel foglalkoztak. 1890 és 1910 között Lupoglava volt a hivatalos neve. 2011-ben a falunak 291, a községnek összesen 935 lakosa volt.

## Lakosság
| Lakosság változása | Lakosság változása | Lakosság változása | Lakosság változása | Lakosság változása | Lakosság változása | Lakosság változása | Lakosság változása | Lakosság változása | Lakosság változása | Lakosság változása | Lakosság változása | Lakosság változása | Lakosság változása | Lakosság változása | Lakosság változása |
| ------------------ | ------------------ | ------------------ | ------------------ | ------------------ | ------------------ | ------------------ | ------------------ | ------------------ | ------------------ | ------------------ | ------------------ | ------------------ | ------------------ | ------------------ | ------------------ |
| 1857               | 1869               | 1880               | 1890               | 1900               | 1910               | 1921               | 1931               | 1948               | 1953               | 1961               | 1971               | 1981               | 1991               | 2001               | 2011               |
| 218                | 225                | 280                | 298                | 347                | 367                | 426                | 397                | 364                | 466                | 340                | 292                | 262                | 309                | 328                | 291                |

## Nevezetességei
A két emeletes Brigido-kastély 1646-ban épült. Felső részét lakás, földszintjét gazdasági célra használták. Belsejében fennmaradtak a stukatúr geometriai alakzatai és a házi kápolna felszerelése. A kastélyt erődfalak erősítették, melyek még ma is emeletnyi magasságban állnak. A kastély ma nagyon rossz állapotban, részben tető nélkül üresen áll.

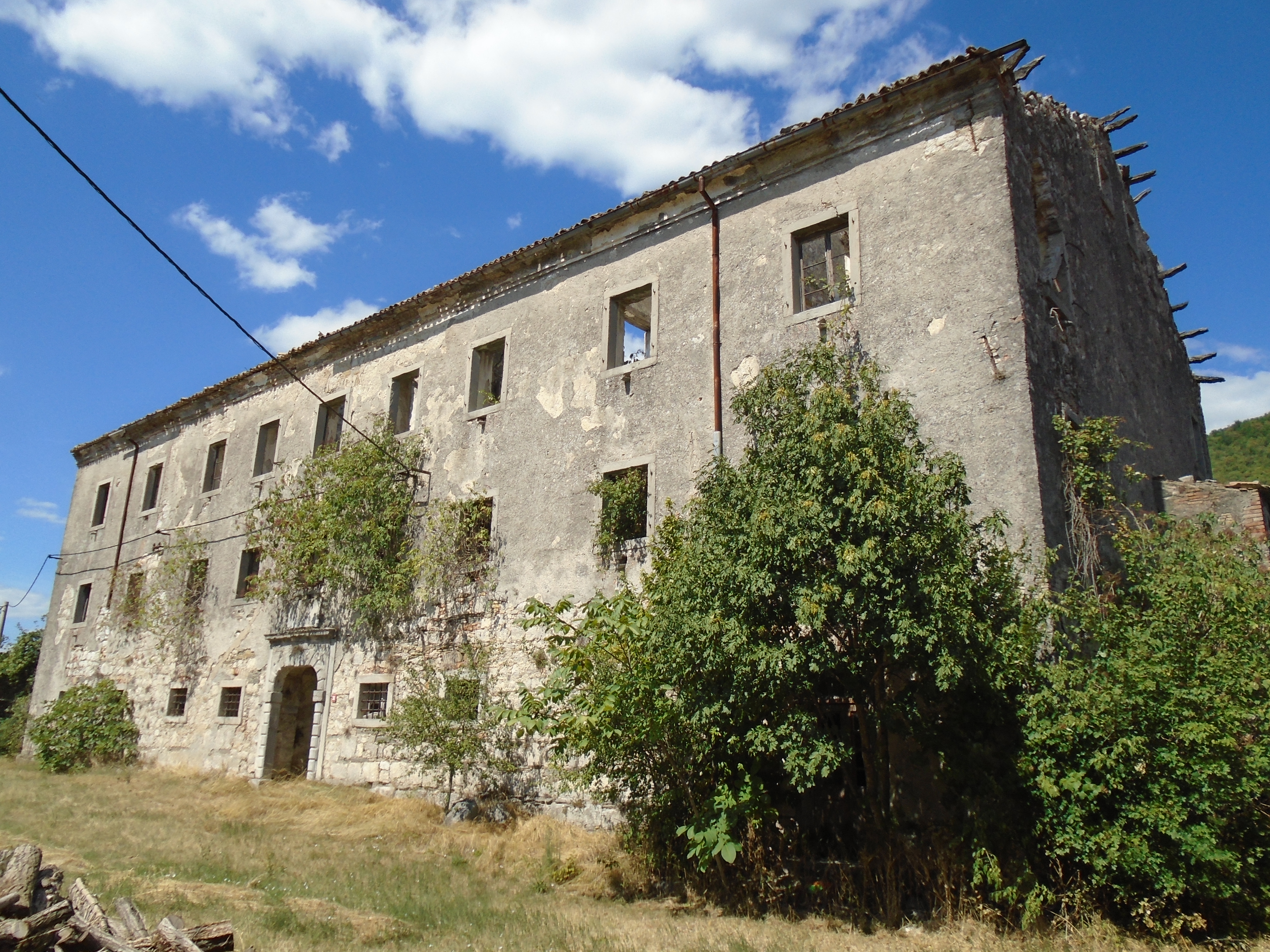
Brigido-kastély

Boldog Augustin Kažotić tiszteletére szentelt római katolikus temploma 1818-ban épült késő barokk-klasszicista stílusban. Egyhajós, négyszögletes alaprajzú épület, kívül sokszögű, belül félköríves szentélyzáródással, sekrestyével és a főhomlokzaton emelkedő harangtoronnyal. A hajó és a szentély belseje cseh boltozattal rendelkezik, míg az apszis kupolával van boltozva. A berendezés legértékesebb része Szent Györgynek szentelt, márványból készített főoltára, melyet Antonio Michelazzi barokk szobrászművész készített 1743 és 1746 között. Eredetileg a zágrábi székesegyházban állt, és a 19. század végi neogótikus felújítás után hozták ide át.